# Perizoma aspersa
Perizoma aspersa là một loài bướm đêm trong họ Geometridae.